# 大阪芸術大学
大阪芸術大学（おおさかげいじゅつだいがく、英語: Osaka University of Arts）は、大阪府南河内郡河南町東山469に本部を置く日本の私立大学。1945年創立、1957年大学設置。大学の略称は大芸、芸大。
日本で唯一の全米美術大学協会（AICAD）の海外加盟大学であり、日本における総合芸術大学としては最大規模の大学である。

## 学校概要
戦前に設立された平野英語塾を前身に浪速短期大学（現：大阪芸術大学短期大学部）として再編、1964年（昭和39年）に浪速芸術大学として設置される。設置者は学校法人塚本学院。2学部（芸術学部、通信教育学部）、3分野（造形、音楽、メディア芸術）14学科を有しており、全54専攻に分かれる。2010年時点で在籍学生は学部6,020名、大学院170名、通信課程1,584名となる。
大学では小池書院より文芸誌と漫画雑誌を発行している。現役教授らや他方面で活躍するアーティストのインタビュー、在学生や卒業生による作品などが毎号掲載している。また映画祭の「ダイゲイ」と呼ばれ、近年は映画祭で高い評価を受ける作品を制作する監督を多く輩出している。
他に、三都ネットを形成する京都放送・サンテレビジョンと、関東のテレビ神奈川の3つの独立UHF放送局と共同製作し、2003年（平成15年）から2008年（平成20年）まで10月-12月（各シリーズ13回）の期間中に「産学協同ドラマ」を放送し、当大学の学生が製作や出演などに携わっている。2009年度（平成21年度）からは朝日放送との共同制作で年度内に撮影し、2010年（平成22年）5月6日 - 30日に放送された（後述参照）。

### 創立理念
1. 自由の精神の徹底 -Freedom-
2. 創造性の奨励 -Creativity-
3. 総合のための分化と境界領域の開拓 -Frontiers-
4. 国際的視野にたっての展開 -Global-
5. 実用的合理性の重視 -Practical-

### 校歌
- 『大阪芸大の歌』（作詞：谷川俊太郎、作曲：諸井誠）
- 『大阪芸術大学の歌』（作詞：小池藤吾郎、作曲：諸井誠）
- 応援歌 『いま君は美しい』（作詞：荒木とよひさ、作曲：宮川彬良）

なお、『大阪芸大の歌』と『大阪芸術大学の歌』に関しては、『学校法人 塚本学院校歌集』（演奏：大阪芸術大学管弦楽団・唱和：大阪芸術大学合唱団、録音日：2003年（平成15年）9月23日・収録場所：大阪芸術大学14号館ホール）のCDに収録されており、主に大阪芸術大学在校生・卒業生向けに販売されている。

### 沿革
- 1945年（昭和20年） 塚本英世により、平野英学塾創設
- 1946年（昭和21年） 財団法人浪速外国語学校創立（平野英学塾を発展的解消）
- 1949年（昭和24年） 浪速外国語学校（各種学校）に改称
- 1951年（昭和26年） 学校法人浪速外語学院設立、浪速外国語短期大学開学
- 1954年（昭和29年） 浪速外国語短期大学を浪速短期大学に改称
- 1955年（昭和30年） 通信教育部設置（現在の大阪芸術大学短期大学部通信教育部）
- 1957年（昭和32年） 大阪美術学校（各種学校）設置
- 1958年（昭和33年） 浪速短期大学附属照ヶ丘幼稚園設置
- 1959年（昭和34年） 大阪府大阪市東住吉区に円形学舎竣工、短大及び学院本部移転
- 1964年（昭和39年） 大阪府南河内郡河南町に浪速芸術大学設立（芸術学部美術学科、デザイン学科）
- 1966年（昭和41年） 学校法人浪速外語学院を学校法人塚本学院に、浪速芸術大学を大阪芸術大学に改称
- 1967年（昭和42年） 芸術学部に建築学科、文芸学科増設
- 1968年（昭和43年） 芸術学部に音楽学科、放送学科増設
- 1970年（昭和45年） 芸術学部に写真学科、工芸学科増設。大阪芸術センターを設置
- 1971年（昭和46年） 芸術学部に環境計画学科、音楽教育学科、演奏学科、映像計画学科増設
- 1972年（昭和47年） 大阪音楽専門学校（各種学校）を設置
- 1973年（昭和48年） 芸術専攻科開設（美術専攻、デザイン専攻、建築専攻、文芸専攻、音楽専攻）
- 1974年（昭和49年） 芸術学部に舞台芸術学科、芸術計画学科増設
- 1978年（昭和53年） 芸術専攻科に写真専攻、工芸専攻、音楽教育専攻、演奏専攻増設。大阪音楽専門学校（各種学校）を大阪芸術大学附属大阪音楽学校（各種学校）に改組
- 1981年（昭和56年） 大阪美術学校（各種学校）を大阪芸術大学附属大阪美術専門学校（専修学校）に改組。塚本英世記念館芸術情報センターを設置
- 1986年（昭和61年） 芸術学部の映像計画学科を映像学科に改組
- 1987年（昭和62年） 大阪芸術大学附属大阪音楽学校を廃止。学校法人塚本学院白浜研修センター（和歌山県西牟婁郡白浜町）を設置
- 1992年（平成4年） 学校法人塚本学院菅平高原研修センター（長野県上田市）を設置
- 1993年（平成5年） 大学院芸術文化研究科芸術文化学専攻（修士課程）設置
- 1995年（平成7年） 大学院芸術文化研究科芸術文化学専攻（博士課程）設置
- 1997年（平成9年） 大学院芸術制作研究科芸術制作専攻（修士課程）増設
- 2000年（平成12年） 浪速短期大学を大阪芸術大学短期大学部に改称
- 2001年（平成13年） 通信教育部芸術学部（美術学科、デザイン学科、建築学科、文芸学科、音楽学科、放送学科、写真学科、工芸学科、映像学科、環境計画学科）増設
- 2002年（平成14年） 大阪芸術大学博物館を開館
- 2003年（平成15年） 芸術学部の環境計画学科を環境デザイン学科に改組
- 2005年（平成17年） 大学院芸術文化研究科（博士課程）と芸術制作研究科（修士課程）を芸術研究科芸術文化学専攻（博士前期課程）、芸術制作専攻（博士前期課程）、芸術専攻（博士後期課程）に改組。芸術学部にキャラクター造形学科増設、音楽教育学科募集停止。通信教育部芸術学部環境計画学科を環境デザイン学科に改組
- 2007年（平成19年） 大阪芸術大学テレビ局を開局
- 2008年（平成20年） 大阪市福島区の再開発地域ほたるまちに、サテライトキャンパスである「ほたるまちキャンパス」を開設
- 2010年（平成22年） 芸術学部に初等芸術教育学科、通信教育部芸術学部に初等芸術学科を増設
- 2012年（平成24年） 芸術学部の環境デザイン学科、通信教育部芸術学部の工芸学科、環境デザイン学科、映像学科、放送学科の学生募集停止
- 2014年（平成26年） 大阪府大阪市阿倍野区のあべのハルカスに、サテライトキャンパスである「スカイキャンパス」を開設
- 2017年（平成29年） 芸術学部にアートサイエンス学科を増設
- 2021年（令和3年）　キャラクター造形学科の新校舎の城が完成

## 学生生活

### 産学協同ドラマ作品
2003年度から2008年度までは、KBS京都・サンテレビ・テレビ神奈川との共同制作。基本的な放送時間は、KBS京都が毎週日曜22時から22時30分、サンテレビが毎週火曜20時54分から21時24分、テレビ神奈川は毎週金曜21時から21時30分であった。またこの他の各局でも放映された。2010年放送の産学協同ドラマは朝日放送との共同制作。2012年度は奈良テレビとの共同制作である。
1. 2003年度 『ニトナツ〜恋も仕事も〜』
2. 2004年度 『ヒナの魂』
3. 2005年度 『探偵オブマイハート』
4. 2006年度 『お宝デイズ』
5. 2007年度 『愛しのファミーユ』
6. 2008年度 『ブロードキャストASUKA』
7. 2009年、2010年 『風に向って走れ!〜芸大女子駅伝部〜』
  - 2009年度内にドラマの撮影・制作を行い、2010年5月9日・5月16日・5月23日・5月30日の深夜（各1時間）に放送された。
8. 2012年度 『スニーカージェネレーション』

### 大阪芸大テレビ
KBS京都においては、産学協同ドラマに代わる番組として、『大阪芸大テレビ』（15分番組）を、2010年（平成22年）1月より放送していた。これはOUA-TVというインターネットテレビの地上波版という位置づけで、大阪芸大の学生の活動振り、大学便りを放送している情報番組である。
2011年3月末でKBS京都での放送は終了したが、現在同番組は、下記の3局にて放送されている。
| 放送地域 | 放送局       | 系列局 | 放送日時           |
| -------- | ------------ | ------ | ------------------ |
| 兵庫県   | サンテレビ   | 独立局 | 日曜 22:30 - 22:45 |
| 奈良県   | 奈良テレビ   | 独立局 | 土曜 18:15 - 18:30 |
| 和歌山県 | テレビ和歌山 | 独立局 | 土曜 22:30 - 22:45 |

過去のネット局
| 放送地域 | 放送局       | 系列局         | 放送日時                     | 備考           |
| -------- | ------------ | -------------- | ---------------------------- | -------------- |
| 京都府   | KBS京都      | 独立局         | 土曜 0:00 - 0:15（金曜深夜） | 2011年3月まで  |
| 神奈川県 | tvk          | 独立局         | 日曜 2:00 - 2:15（土曜深夜） | 2010年10月まで |
| 石川県   | 北陸朝日放送 | テレビ朝日系列 | 土曜 1:50 - 2:05（金曜深夜） | 2012年3月まで  |

#### その他提供番組
- 大阪芸大メディアキャンパス〜開け!アートの扉!〜
  - ラジオ大阪 毎週木曜日 深夜0時
- オールナイトニッポン
  - ニッポン放送など全国のラジオ局（NRN系列）で放送。
- 平野啓子の平成語り部文庫
  - 朝日放送（現：朝日放送ラジオ）・文化放送他で放送。
- 青山二丁目劇場
  - 文化放送・長崎放送・栃木放送で放送。
- 全国高校野球選手権大会中継
  - 朝日放送→朝日放送テレビ制作の地上波テレビ放送分（2010年度より：関西ローカル（2014年までの決勝戦のみANN系列フルネット24局全国ネット））
  - 同中継のスポンサーのひとつとして、試合中のイニングスの合間に流れる、同学の学生が製作したワイプコマーシャル（画面の上半分を甲子園球場のスタンド風景を映したもの）を放送している。
  - 同中継の決勝戦については、2014年まではネットワークセールス枠だったが、2015年からはローカルセールス枠に転換されたため、関西ローカルのみの提供となった。

### 大学出版物
- 『大学漫画』
- 『大阪芸術大学河南文藝 文学篇』
- 『大阪芸術大学河南文芸 漫画篇』

## 組織

### 学部（通学課程）
- 芸術学部（）内はコース名
  - 美術学科（日本画、油絵、版画、彫刻）
  - デザイン学科（コミュニケーションデザイン、ライフデザイン）
  - 工芸学科（金属工芸、陶芸、ガラス工芸、テキスタイル・染織）
  - 建築学科（建築デザイン、環境デザイン）
  - 写真学科（フォトアート、コマーシャルフォト、ドキュメンタリー、デジタルフォト）
  - 映像学科（映画、映像、シナリオ、映像学）
  - 文芸学科（創作、ノンフィクション・文芸批評、出版編集、翻訳）
  - 放送学科（制作、アナウンス、広告、声優）
  - 芸術計画学科（言語、造形、音響、映像、情報）
  - 舞台芸術学科（演技演出、ミュージカル、舞踊、舞台美術、舞台音響効果、舞台照明）
  - キャラクター造形学科（漫画、アニメーション、ゲーム、フィギュアアーツ）
  - 音楽学科（音楽制作、音楽教育、ポピュラー音楽）
  - 演奏学科（ピアノ、声楽、管弦楽）
  - 初等芸術教育学科（初等教育、芸術療法）
  - アートサイエンス学科

### 学部（通信教育課程）
- 芸術学部
  - 美術学科（絵画、版画）
  - 工芸学科（金属工芸、陶芸、染織・テキスタイル）
  - 写真学科
  - デザイン学科
  - 建築学科
  - 環境デザイン学科
  - 映像学科（ビデオ、アニメーション、漫画）
  - 文芸学科
  - 放送学科
  - 音楽学科

### 大学院
- 芸術研究科
  - 博士後期課程
    - 芸術専攻
      - 芸術制作研究分野
      - 芸術文化学研究分野

  - 博士前期課程
    - 芸術制作専攻
      - 絵画研究領域（油絵・日本画・版画）
      - 彫刻研究領域
      - デザイン研究領域（グラフィックデザイン・スペースデザイン・インダストリアルデザイン・情報デザイン・写真）
      - 環境・建築研究領域（環境設計、建築設計）
      - 工芸研究領域（金属・陶芸・染織・ガラス）
      - 映画・映像研究領域（映画、映像、シナリオ）
      - 舞台研究領域（演劇、舞踊）
      - 文学・キャラクター創作研究領域（小説、キャラクター）
      - 器楽研究領域（ピアノ・管弦打楽器）
      - 声楽研究領域（歌曲、オペラ）
      - 作曲研究領域（作曲、電子音響音楽）

    - 芸術文化学専攻（博士前期課程）
      - 芸術学（美学・芸術学、美術史学、映像学、民族芸術学）
      - 文芸学・演劇学
      - 音楽学
      - 環境・建築芸術学

## 施設

### 河南キャンパス（学部・大学院・通信教育）

#### 設置施設
- 芸術情報センター
- 図書館
  - 収蔵コレクション
    - 写真家、アンリ・カルティエ＝ブレッソンの写真作品411点（通称：ガスマン・プリント・コレクション）を日本で唯一、1セット保有している。これは、世界中で5セットしかない、写真史上大変貴重な物である。
    - レコードプレーヤーの歴史上貴重な機器が、大阪芸術大学に保存・収集されている。
- 博物館
- 撮影所
- 芸術劇場
- 総合体育館
- 研修センター
- 芸坂

### 福利厚生施設
- 塚本学院白浜研修センター（和歌山県西牟婁郡白浜町）
- 塚本学院菅平高原研修センター（長野県上田市菅平高原）

## 対外関係

### 国内交流
- 南大阪地域大学コンソーシアム加盟大学

### 海外協定大学
- AICAD加盟大学[2]（アメリカ合衆国）
  -  シカゴ美術館附属美術大学（アメリカ合衆国）
  -  カリフォルニア美術大学（アメリカ合衆国）
  -  カリフォルニア芸術大学（アメリカ合衆国）
  -  サンフランシスコ美術大学（アメリカ合衆国）
  -  クリーブランド美術大学（アメリカ合衆国）
  -  カンザスシティ美術大学（アメリカ合衆国）
  -  ライムアカデミー美術大学（アメリカ合衆国）
  -  メリーランド美術大学（アメリカ合衆国）
  -  メンフィス美術大学（アメリカ合衆国）
  -  ミネアポリス美術デザイン大学（アメリカ合衆国）
- サンディエゴ州立大学（アメリカ合衆国）
- ウィーン大学（オーストリア）
- ウィーン国立音楽大学（オーストリア）
- エコール・ナシオナル・スュペリウール・ルイ・ルミエール（ルイ・ルミエール映画学校、フランス）
- 上海大学（中国）
- 弘益大学校（韓国）

### 系列校
- 大阪芸術大学短期大学部
- 大阪美術専門学校
- 松ヶ鼻幼稚園
- 照ヶ丘幼稚園
- 金剛幼稚園
- 泉北幼稚園

## ロケ作品
- 難波金融伝・ミナミの帝王 劇場版3
  - 岩石雄大（辻本茂造）が通う「実直大学」のキャンパスとして、数秒、校内風景が映る。
- アオイホノオ テレビドラマ版
  - 主人公が通う大学として、大学構内がロケ地となる。
- 岡崎体育「MUSIC VIDEO」ミュージック・ビデオ
  - 「ミュージックビデオにおける女の子の演出講座」において、大学構内がロケ地となる。
  - 撮影監督は、当時大阪芸大在学中の寿司くん（ヤバイTシャツ屋さん・こやまたくや）が担当。
- ハンドシェイカー
  - 主人公が通う高校「北飛鳥学園」として、校内や食堂、芸術情報センター等が映る。
  - 大阪芸大のオープンキャンパスにおいて、本作のロケ地を巡るフォトラリーが開催された。
- ぼくたちのリメイク
  - 主人公たちが通う「大中芸術大学」として登場。周辺の町並みも。

## 交通アクセス
- 近鉄長野線 喜志駅から4市町村コミバス（近鉄バス）阪南線61番「近つ飛鳥博物館前行き」に乗車し、「東山」バス停下車すぐ。『PiTaPa』『ICOCA』などの交通系ICカードが利用可能。
- なお、近鉄長野線喜志駅東口近くの大阪芸術大学専用バスターミナルから、スクールバスが出ている（無料）。こちらは校門から先、通称「芸坂」を登り、10号館前まで運行する。バス椅子定員になり次第出発。
  - かつてスクールバスは「東山」バス停と同じ所で停車し、学生は芸坂を登らなければならなかった。2013年には10数台あるスクールバスのうち1台が、映画「劇場版 魔法少女まどか☆マギカ［新編］叛逆の物語」とのタイアップでラッピングされ[3]、「痛バス」として注目された。